# Ōtsu
Ōtsu (大津市, Ōtsu-shi) és la capital de la prefectura de Shiga, al Japó. Està situada a la costa meridional del llac Biwa, el llac més gran del Japó. Fou ciutat imperial al segle vii. Actualment, és un centre turístic i s'hi ha desenvolupat indústria tèxtil i de maquinària. El monestir budista Enryaku-ji (延暦寺) forma part del conjunt de monuments històrics de l'antiga Kyoto, declarat Patrimoni de la Humanitat per la Unesco l'any 1994.
A Ōtsu un anarquista intentà assassinar al tsarévitx Nicolau de Rússia l'11 de maig de 1891, per bé que una ràpida acció del seu cosí impedí el regicidi.

## Ciutats agermanades
- Lansing, Michigan, Estats Units d'Amèrica
- Würzburg, Alemanya
- Interlaken, Suïssa
- Mudanjiang, Xina
- Gumi, Corea del Sud